# Districte de Kysucké Nové Mesto
El districte de Kysucké Nové Mesto - (eslovac) Okres Kysucké Nové Mesto - és un dels 79 districtes d'Eslovàquia. Es troba a la regió de Žilina. Té una superfície de 173,68 km², i el 2024 tenia 32.540 habitants. La capital és Kysucké Nové Mesto.

## Demografia
| Godina             | 1994   | 2004   | 2014   | 2024   |
| ------------------ | ------ | ------ | ------ | ------ |
| Nombre de persones | 33.019 | 33.944 | 33.158 | 32.540 |
| Diferència         |        | +2,80% | −2,31% | −1,86% |

| Godina             | 2023   | 2024   |
| ------------------ | ------ | ------ |
| Nombre de persones | 32.642 | 32.540 |
| Diferència         |        | −0,31% |

## Llista de municipis

### Ciutats
- Kysucké Nové Mesto

### Pobles
Dolný Vadičov | Horný Vadičov | Kysucký Lieskovec | Lodno | Lopušné Pažite | Nesluša | Ochodnica | Povina | Radoľa | Rudina | Rudinka | Rudinská | Snežnica